# آلیاژ پگان
آلیاژ پگان (به انگلیسی: Aljaž Pegan) ژیمناست زادهٔ ۲ ژوئن ۱۹۷۴ میلادی اهل کشور اسلوونی است.